# Hambleton (Lancashire)
Hambleton – wieś w Anglii, w hrabstwie Lancashire, w dystrykcie Wyre. Leży 66 km na północny zachód od miasta Manchester i 325 km na północny zachód od Londynu. W 2015 miejscowość liczyła 2292 mieszkańców.